# Emma Dahlström
Sofia Emma Olivia Dahlström (Torsby, 19 de julio de 1992) es una deportista sueca que compite en esquí acrobático.
Ganó una medalla de plata en el Campeonato Mundial de Esquí Acrobático de 2017. Adicionalmente, consiguió dos medallas en los X Games de Invierno.
Participó en dos Juegos Olímpicos de Invierno, ocupando el quinto lugar en Sochi 2014 y el undécimo en Pyeongchang 2018, en la prueba de slopestyle.

## Medallero internacional
| Campeonato Mundial | Campeonato Mundial     | Campeonato Mundial | Campeonato Mundial |
| Año                | Lugar                  | Medalla            | Prueba             |
| ------------------ | ---------------------- | ------------------ | ------------------ |
| 2017               | Sierra Nevada (España) | Medalla de plata   | Slopestyle         |

| X Games de Invierno | X Games de Invierno    | X Games de Invierno | X Games de Invierno |
| Año                 | Lugar                  | Medalla             | Prueba              |
| ------------------- | ---------------------- | ------------------- | ------------------- |
| 2015                | Aspen (Estados Unidos) | Medalla de oro      | Slopestyle          |
| 2016                | Oslo (Noruega)         | Medalla de bronce   | Big air             |